# جاك بير
جاك بير (بالإنجليزية: Jack Bear)‏ هو مصمم أزياء تقليدية أمريكي، ولد في 19 أكتوبر 1920 في إنديانابوليس في الولايات المتحدة، وتوفي في 10 نوفمبر 2007.

## وصلات خارجية
- جاك بير على موقع IMDb (الإنجليزية)
- جاك بير على موقع قاعدة بيانات الفيلم (الإنجليزية)